# HAPPY (高橋優のアルバム)
『HAPPY』（ハッピー）は、日本の歌手、高橋優のメジャー9枚目のフルアルバム。2025年1月22日にワーナーミュージックジャパンからリリースされた。

## 概要
前作『ReLOVE & RePEACE』から2年3ヶ月ぶりとなるフルアルバムで、メジャー・デビュー後、9枚目のフルアルバム。2022年からデジタルシングルでリリースした5曲（「勿忘草」、「spotlight」、「雪月風花」、「キセキ」、「現下の喝采」）に新曲7曲を加えた全12曲を収録。また、CDのみのボーナス・トラックで、インスタライブで初公開し、ライブなどで披露されてきた「はなうた -pray for akita-」が初音源化した上で収録されている。

### リリース
通常盤、Blu-ray付初回限定盤A、DVD付初回限定盤B、DVD付初回限定盤Cの4形態でリリースされる。
初回限定盤AのBD 1、CのDVDには2024年2月16日にノバホールで開催された『高橋優 初の47都道府県弾き語りツアー 2023-2024「ONE STROKE SHOW～一顰一笑(いっぴんいっしょう)～』の模様と、「HAPPY」レコーディングメイキングが収録された。
初回限定盤AのBD 2、BのDVDには2022年から2023年にかけて行われた全国ツアー『高橋 優 LIVE TOUR 2022-2023「ReLOVE & RePEACE ～ReUNION～ 特別編in沖縄』の模様と、高橋優のぶらり沖縄お土産探し & 初めてのシーサーづくり体験の内容が収録された。

## 収録曲
全作詞・作曲：高橋優。

### CD
1. 明日から戦争がはじまるみたいだ [4:16]
2. BRAVE TRAIN [4:42] 秋田県冬の大型観光キャンペーン「誰と行く？冬の秋田」テーマソング
3. キセキ [5:52] TBSテレビ『News23』エンディングテーマ
4. はなうた-pray for akita- [5:19] CDのみボーナス・トラックとして収録
5. 現下の喝采 [4:35] 日本テレビ 『Oha!4 NEWS LIVE』テーマソング
6. リアルタイムシンガーソングライター [5:20] あきたこまち40周年記念CMソング
7. WINDING MIND [4:44]
8. 雪月風花 [4:54] NHKEテレアニメ『ドッグシグナル』オープニングテーマ
9. かくれんぼ [5:05]
10. spotlight [4:18] NHK夜ドラ『褒めるひと 褒められるひと』主題歌
11. オープンワールド [4:57]  秋田朝日放送『サタナビっ!』テーマソング、発売時未配信。
12. 青春の向こう側 [5:07] 映画『結束、その先へ～侍たちの苦悩と希望～』主題歌